# Mushigeri, Ron
Mushigeri là một làng thuộc tehsil Ron, huyện Gadag, bang Karnataka, Ấn Độ.